# دانقرالو

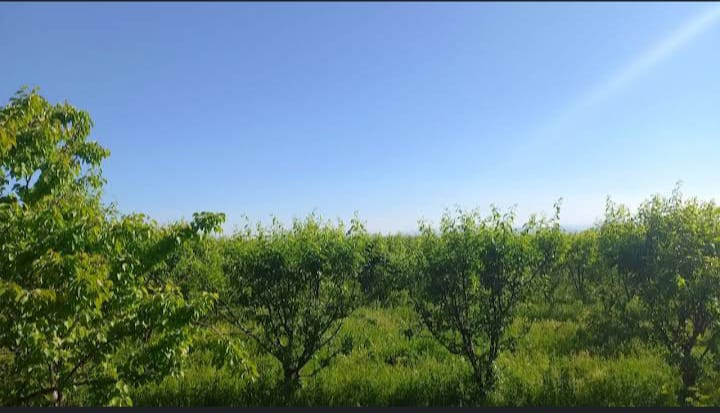
طبیعت دانقرالو

دانقرالو، روستایی است از توابع بخش مرکزی شهرستان ارومیه دراستان آذربایجان غربی.
نام این روستای کهن از واژه سومری "تانگری" یا "دینگری" با معنی خدا (در زبان ترکی "تانری" یا "تاری") و "لی" به عنوان بیان پسوند منسوبییت (مانند تبریزلی ، تهرانلی) بوجود امده است .
این روستا دارای یک تیم فوتبال تازه ساخت به نام تیم فوتبال دانقرالو است که تیم ریشه دار و آینده داری است، و مدیر و سرمربی این تیم فوتبال ایلیا محبعلی و دستیار و کمک مربی این تیم آروین خوشبخت است.[2]

## جمعیت
این روستا در دهستان باش‌قلعه قرار داشته و بر اساس سرشماری سال ۱۳۹۵ جمعیت آن ۱۴۹ نفر بوده‌است.